# Doryphoribius quadrituberculatus
Doryphoribius quadrituberculatus är en djurart som tillhör fylumet trögkrypare, och som beskrevs av Łukasz Kaczmarek och Łukasz Michalczyk 2004. Doryphoribius quadrituberculatus ingår i släktet Doryphoribius och familjen Hypsibiidae. Inga underarter finns listade i Catalogue of Life.